# 福島県道220号会津高田停車場線
福島県道220号会津高田停車場線（ふくしまけんどう220ごう あいづたかだていしゃじょうせん）は、福島県大沼郡会津美里町にある一般県道である。

## 路線概要
- 起点：福島県大沼郡会津美里町字柳台（JR只見線会津高田駅前）
- 終点：福島県大沼郡会津美里町字柳台
- 総延長：42 m[1]
  - 実延長：総延長に同じ[1]
- 路線認定年月日：1959年8月31日[2]

会津高田駅とすぐ南側を通る福島県道22号会津坂下会津高田線を結ぶ路線であり、福島県道161号久之浜停車場線に次いで2番目に短い福島県道である。

## 通過する自治体
- 福島県
  - 大沼郡会津美里町

## 接続・交差する道路
- 福島県道22号会津坂下会津高田線（柳台 終点）

## 沿線
- JR只見線 会津高田駅
- 国道401号 - 終点から福島県道22号を直進して至近に位置する。